# Меделень (Ясси)
Меделень, Меделені (рум. Medeleni) — село у повіті Ясси в Румунії. Входить до складу комуни Голеєшть.
Село розташоване на відстані 339 км на північ від Бухареста, 15 км на північний схід від Ясс.

## Населення
За даними перепису населення 2002 року у селі проживали 126 осіб, усі — румуни. Усі жителі села рідною мовою назвали румунську.